# Élections régionales nigériennes de 2020
Les élections régionales nigériennes de 2020 ont lieu le 13 décembre 2020 dans les 8 régions du Niger.

## Contexte
Initialement prévues le 9 mai 2016, les élections ont été régulièrement reportées pour des raisons telles que la saison des pluies, où la mise en place d'un fichier électoral biométrique, les mandats des élus régionaux étant depuis prolongés par période de six mois,. La dernière date avait été fixée au 1er novembre 2020, avant un ultime report,. Elles sont finalement organisées deux semaines avant l'élection présidentielle et les élections législatives de 2020, selon une exigence de l'opposition.